# 168e régiment d'infanterie (5e régiment d'infanterie grand-ducal hessois)
Pour les articles homonymes, voir 168e régiment.
Le 168e régiment d'infanterie (5e régiment d'infanterie grand-ducal hessois) est une unité d'infanterie du contingent des forces armées de Hesse, qui est subordonnée à l'armée prussienne,,

## Histoire
L'unité est fondée le 1er mai 1897 avec l'AKO du 31 mars 1897 à partir des 4e bataillons des 115e (de) et 116e régiments d'infanterie (de), du 1er bataillon du 117e régiment d'infanterie (de) et du 2e bataillon du 118e régiment d'infanterie (de). Le régiment est subordonné à la 49e brigade d'infanterie de la 25e division d'infanterie.
L'État-major du régiment et le 2e bataillon sont stationnés dans la caserne d'infanterie de la Bieberer Straße à Offenbach-sur-le-Main et le 2e bataillon dans la caserne du château (de) de Butzbach. Le 1er octobre 1912, le régiment reçoit une compagnie de mitrailleuses et l'année suivante, l'unité est agrandie pour inclure un 3e bataillon stationné dans la caserne Wartturm à Friedberg.

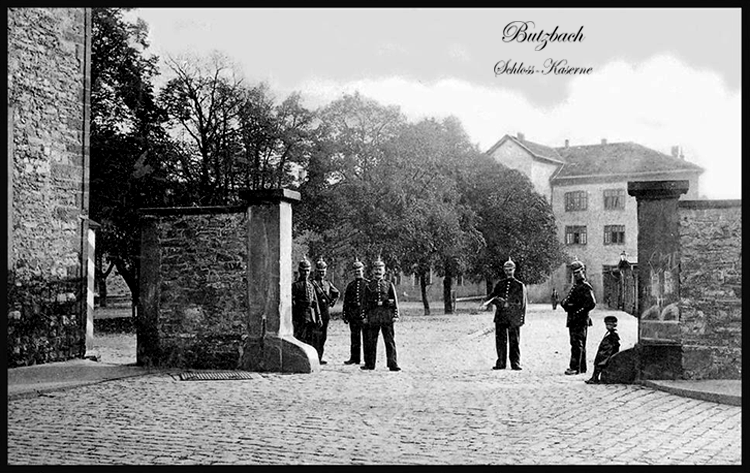
Membres du 1er bataillon devant la porte de la caserne du château (vers 1910)

### Première Guerre mondiale
L'unité est mobilisée au début de la Première Guerre mondiale, le 2 août 1914, et est rattachée à la 50e brigade d'infanterie de réserve de la 25e division de réserve. Après avoir été salué par le grand-duc Ernst Louis, le régiment part le 8 août. À partir du 21 août 1914, elle participe à la progression à travers le grand-duché de Luxembourg neutre puis aux batailles de Neufchâteau et de la Marne. S'ensuit une guerre de tranchées en Champagne et en Flandre, entre autres, jusqu'à ce que le régiment soit finalement transféré en Pologne sur le front de l'Est, le 29 novembre 1914. À partir de fin mars 1915, il est déployé dans les Carpates, puis combat en Galicie et devant Brest-Litovsk, avant que le régiment n'arrive dans le sud de la Hongrie fin septembre 1915. À la mi-décembre 1915, l'unité revient sur le front occidental et prend ses quartiers autour de Sedan. Elle s'engage ensuite dans la guerre de tranchées en Argonne et entre en combat pour Verdun en juillet 1916. À la mi-octobre, le régiment doit céder la 6e compagnie du nouveau 88e régiment d'infanterie de réserve. Retiré du front au début de novembre 1916, il occupe des positions relativement calmes au sud de Saint-Souplet en Champagne à partir du milieu du mois. Ici, l'unité s'élargit le 11 décembre 1916 pour inclure une 2e et une 3e compagnie MG. Fin janvier 1917, le régiment est de nouveau déployé à Verdun. En août 1917, il subit de lourdes pertes lors des combats qui s'y déroulent, est retiré du front et transporté à Sarrebourg le 27 août. Après une période de repos, le régiment prend position en Champagne du début novembre 1916 à la mi-avril 1918. Il est ensuite utilisé à Montdidier, Roye et Saint-Quentin. Le 27 septembre 1918, des parties du 3e bataillon du 418e régiment d'infanterie dissous est intégré à l'unité. De plus, le régiment reçoit une compagnie MW le 12 octobre 1918
Peu de temps après, à la suite de la dissolution de la 25e division de réserve, le régiment est subordonné à la 41e brigade d'infanterie de réserve de la 21e division de réserve et participe à des batailles défensives et de retraite permanentes jusqu'à la fin de la guerre. Finalement, le régiment est divisé en deux bataillons. Pendant toute la durée de la guerre, le régiment dispose de deux unités de remplacement. Le 1er bataillon de remplacement est à Offenbach-sur-le-Main et le 2e à Bad Orb.

### Après-guerre
Après l'armistice, le régiment rentre chez lui, où il est démobilisé à Butzbach le 18 décembre 1918 et dissous le 1er avril 1919. En janvier 1919, un bataillon de volontaires avec une compagnie de mitrailleuses et un peloton de mitrailleuses est formé, qui est ensuite incorporé au 3e bataillon du 35e régiment de fusiliers de la Reichswehr provisoire
La tradition est adoptée dans la Reichswehr par les 10e et 11e compagnies du 15e régiment d'infanterie par un décret du chef du commandement de l'armée, le général d'infanterie Hans von Seeckt, le 24 août 1921. Dans la Wehrmacht, le 36e régiment d'infanterie de Friedberg perpétue la tradition.

## Commandants

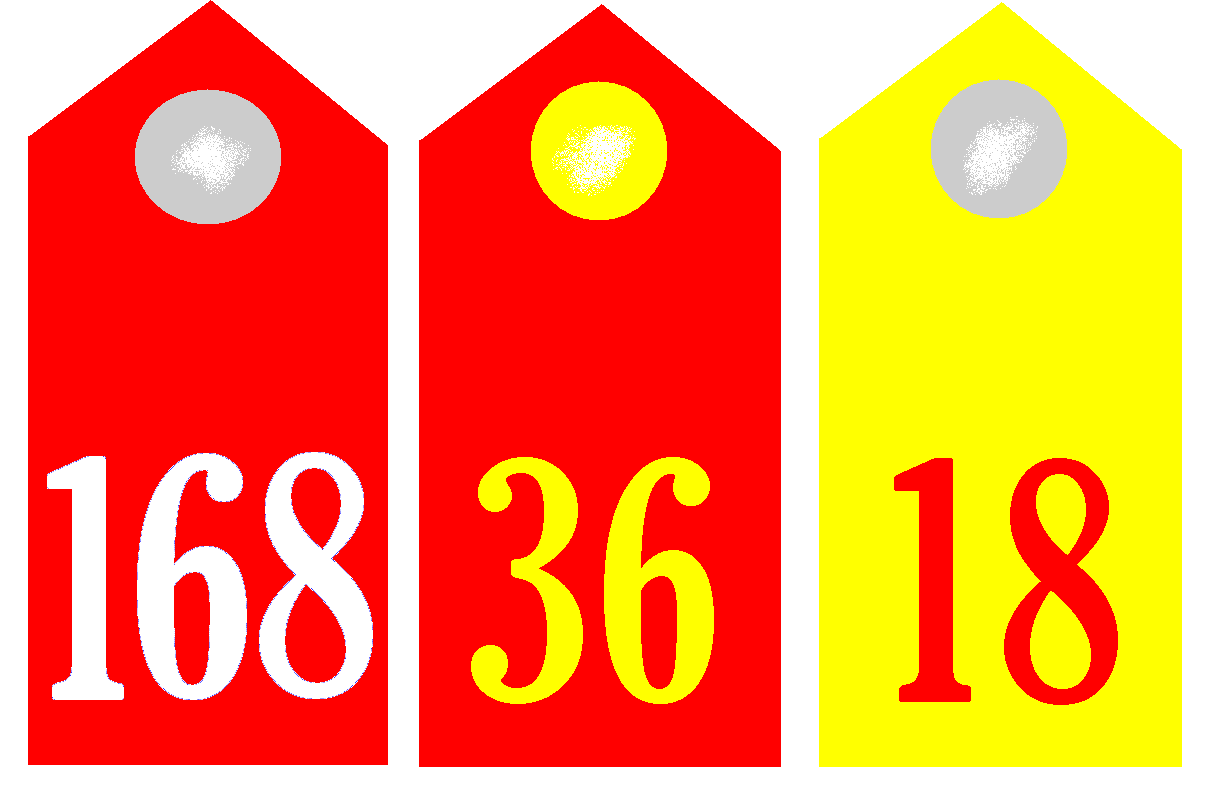
À gauche se trouvent les épaulettes du régiment avec une palette de couleurs différente. Au milieu, la disposition des couleurs habituelle avec une bandoulière rouge

| Grade          | Nom                       | Date                                |
| -------------- | ------------------------- | ----------------------------------- |
| Oberst         | Hermann von Hanneken (de) | 1er avril 1897 au 2 juillet 1899    |
| Oberst         | Franz Wundsch             | 3 juillet 1899 au 23 avril 1902     |
| Oberst         | Walter von Jablonowski    | 24 avril 1902 au 19 août 1904       |
| Oberst         | Richard Ochwaldt          | 20 août 1904 au 14 octobre 1906     |
| Oberst         | Johannes Riedel           | 15 octobre 1906 au 3 juillet 1910   |
| Oberst         | Karl Neuhauss             | 4 juillet 1910 au 30 septembre 1913 |
| Oberst         | Esch                      | 1er octobre 1913 au 3 juillet 1914  |
| Oberst         | Friedrich Kundt           | 4 juillet au 5 octobre 1914         |
| Oberstleutnant | Maximilien von Pfeil (de) | 6 octobre 1914 au 29 décembre 1916  |
| Oberstleutnant | Karl-Hermann Lockemann    | 30 décembre 1916 à 1917             |
|                | Witt                      | 1917                                |
| Oberst         | Bernhard Fabarius         | 1917 à 1919                         |
| Oberst         | Paul von Zglinicki (de)   | 1919                                |

## Particularité
Le régiment est le seul de l'armée allemande à porter des numéros blancs sur des épaulettes rouges. Sinon, les numéros jaunes sont toujours utilisés.

## Caserne

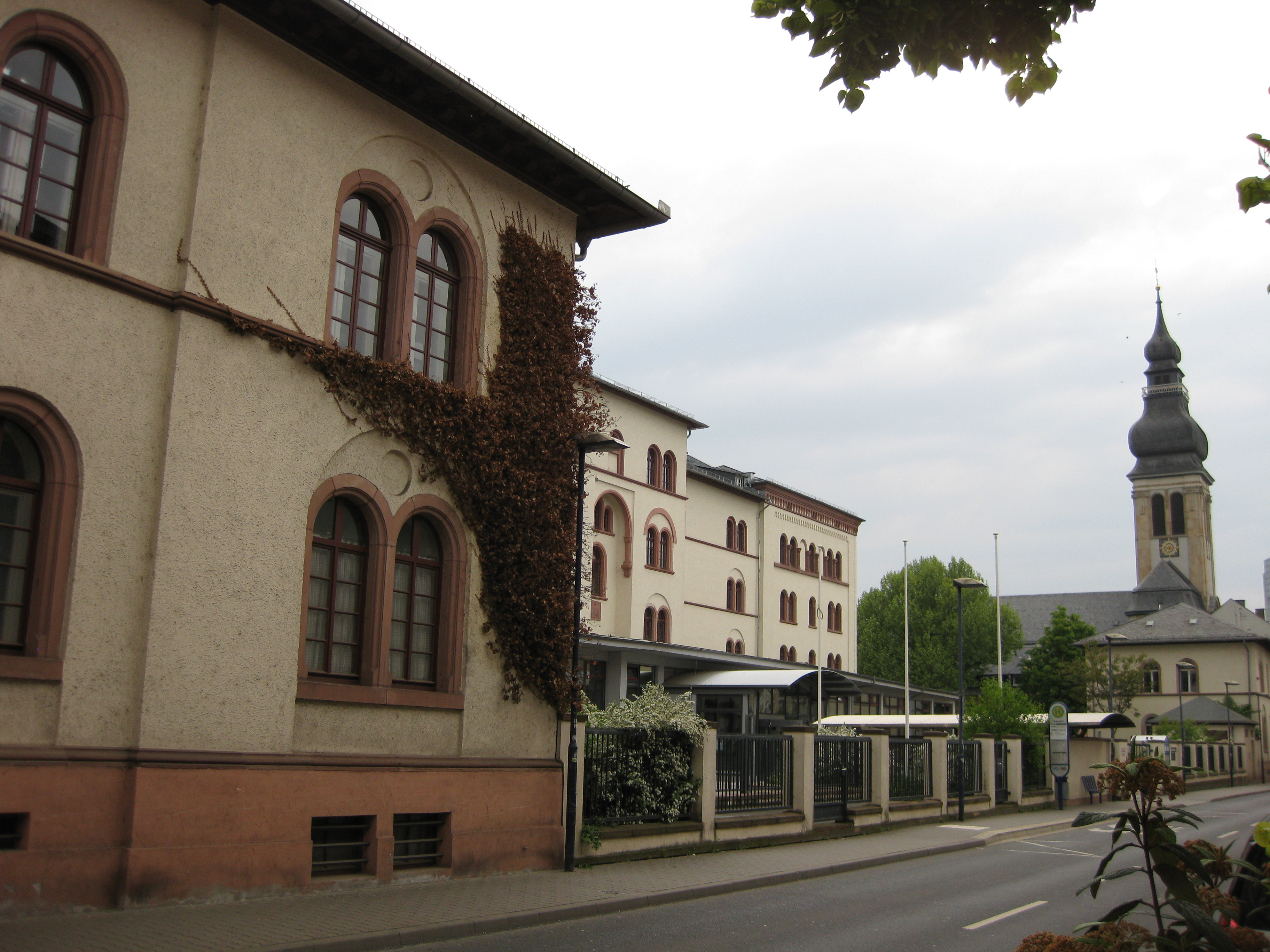
Ancienne caserne d'infanterie sur la Bieberer Straße à Offenbach
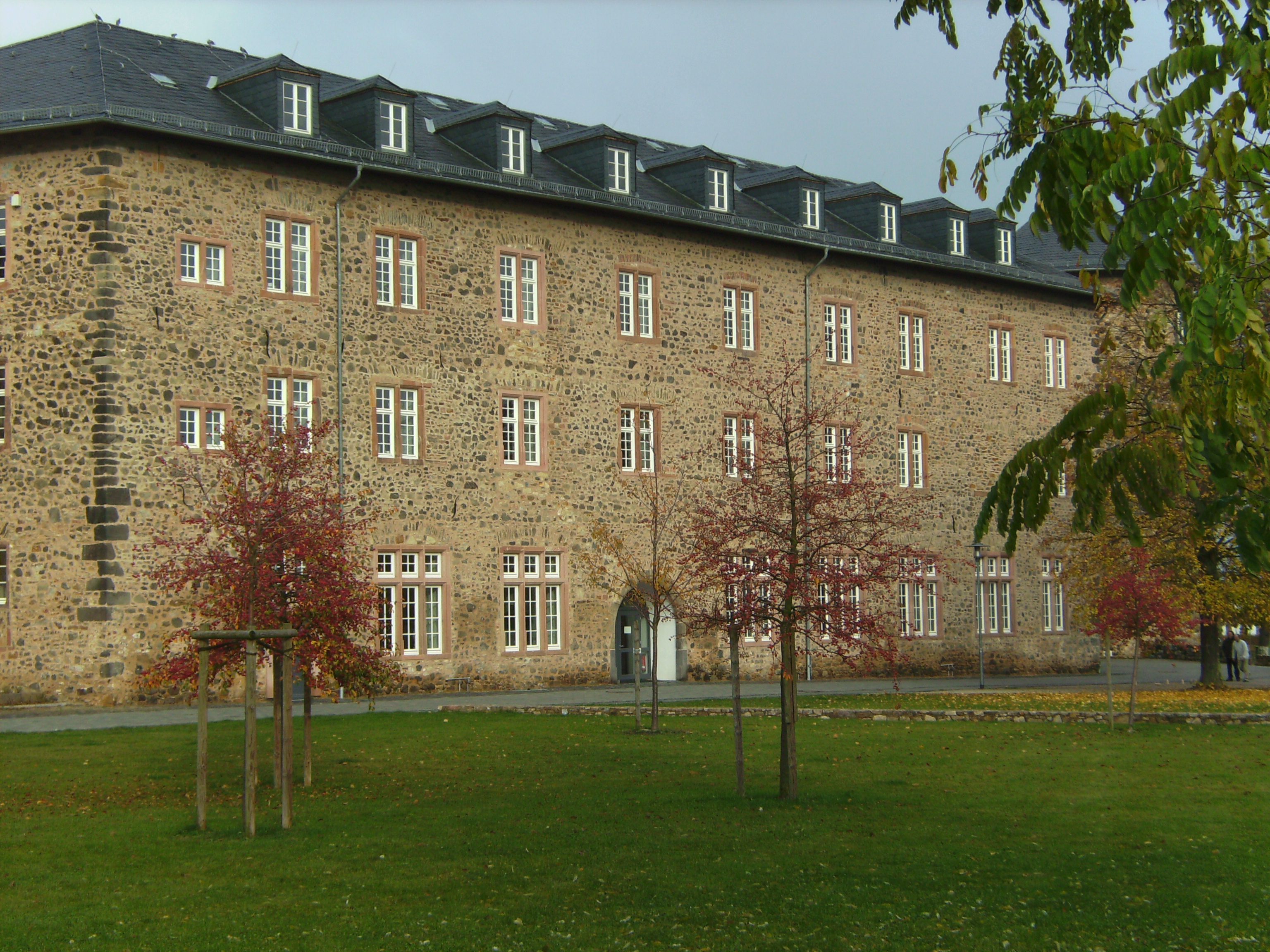
Ancienne caserne du château de Butzbach
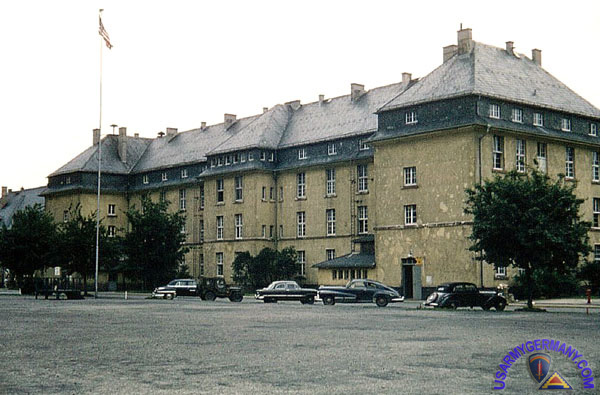
Ancienne caserne Wartturm à Friedberg